# Attacco frontale e ammaestramento tattico
Attacco frontale e ammaestramento tattico, conosciuto anche come libretto rosso di Cadorna, è un opuscolo  pubblicato come circolare n° 191 del 25/2/1915 dall'Ufficio di Stato maggiore dell'esercito con firma di Luigi Cadorna, che andava a superare il regolamento espresso nella circolare n° 1414 del 14/8/1914 o Norme per l'azione tattica, dichiarata ormai obsoleta.
L'opuscolo riassumeva le regole di base per l'impiego dei reparti di fanteria e istruiva i comandanti delle unità minori sulle esperienze acquisite dallo studio delle operazioni in corso sui fronti europei. In sostanza, era poco più che una riedizione del vecchio regolamento dell'agosto 1914, con alcune rapide menzioni a proposito dell'utilizzo delle mitragliatrici e qualche petizione di principio a proposito della perdurante efficacia dell'offensiva, anche di fronte al nuovo volto della guerra di posizione.
Secondo lo storico Giorgio Rochat, questo opuscolo formulava buoni principi teorici accoppiati però a una visione dei combattimenti antiquata, che non teneva conto di quanto stava accadendo da mesi sul fronte occidentale e incoraggiava una schematizzazione delle tattiche e delle mosse da effettuarsi durante la fase offensiva in battaglia, che - sempre secondo Rochat - «avrebbe giustificato in ufficiali impreparati l'assunzione a dogma del principio dell'attacco frontale anche dopo sanguinosi insuccessi.» Nel dopoguerra tale libretto fu duramente criticato, sia da ex combattenti sia da colleghi dello stesso Cadorna, anche se con un'analisi storiografica, si può in realtà capire che la colpa delle enormi perdite sul fronte italiano non era da attribuire in toto alla regolamentazione del libretto, ma «era tutta la dottrina prebellica che si rivelava superata dalla guerra di trincea».

## Contesto storico
Quanto stava accadendo sugli altri fronti di guerra, e in particolare sul fronte occidentale, non si tradusse solo in articoli e conferenze nell'ambiente militare, ma influì anche sulla regolamentazione tattica in vigore nel Regio Esercito. Prima di tutto, data la potenza delle nuove artiglierie e la presenza sul campo di battaglia delle mitragliatrici, venne riconosciuta la necessità di ricorrere alla copertura del terreno in misura maggiore che in passato per dare copertura alle truppe, così Cadorna introdusse alcune modifiche sulla preparazione del terreno in chiave offensiva e difensiva con la pubblicazione nel febbraio 1915 di Norme complementari all'Istruzione dei lavori del campo di battaglia che andò a sostituire Istruzione sui lavori del campo di battaglia del 1913. Con queste direttive si cercò di migliorare sia il tipo di trinceramenti sia i ripari da realizzare tenendo conto di quanto stava avvenendo sugli altri fronti, con particolare attenzione ai problemi posti dai terreni collinosi e montani.
Sempre nello stesso mese di febbraio apparve un'altra pubblicazione, ossia Attacco frontale e ammaestramento tattico, un opuscolo che si prefissava di aggiornare i contenuti in Norme per l'azione tattica dell'agosto 1914 con «l'intento di isolare i criteri di base per la condotta del combattimento offensivo, estrapolandoli dall'insieme delle direttive in vigore, per poi dettare le norme da seguire nell'applicarli».
L'opuscolo venne stampato in prima edizione rilegato con una copertina rossa (da cui l'appellativo libretto rosso anche se poi perlopiù venne rilegato color marrone chiaro) e distribuito in massa ai reparti tre mesi prima dell'intervento. Il vero autore, Giuseppe Pennella, riassunse in modo sintetico vecchi scritti di Cadorna, esplicando le regole di base per l'impiego dei reparti di fanteria e istruendo a tal proposito i comandanti delle unità minori. In sostanza però, secondo lo storico Marco Mondini, l'opuscolo «era poco più che una riedizione del vecchio regolamento, con alcune veloci menzioni a proposito dell'utilizzo delle mitragliatrici e qualche petizione di principio a proposito della perdurante efficacia dell'offensiva anche di fronte al nuovo volto della guerra di posizione».

## Struttura
Il testo è composto da tre parti:
- Parte prima
  - Criteri generali;
  - Fasi dell'azione offensiva e loro caratteristiche;
  - Principî fondamentali per lo svolgimento dell'azione offensiva;
  - Conclusione
- Parte seconda
  - Applicazione dei principî al terreno
    - Terreno scoperto
    - Terreno coperto
    - Terreno a zone alternativamente coperte e scoperte in direzione parallela alla direzione d'attacco
    - Terreno a zone alternativamente coperte e scoperte in direzione perpendicolare alla direzione d'attacco

  - Conclusione
- Parte terza
  - Addestramento tattico
    - Linee fondamentali di metodo
    - Prescrizioni

## Contenuto
Il testo era fondamentalmente una riedizione di vecchie pubblicazioni dello stesso Cadorna, che Pennella aveva utilizzato per ottenere un manuale sintetico e di facile lettura, con all'interno sia suggerimenti di semplice buon senso («i soldati che avanzano devono badare a sfruttare le coperture del terreno»), sia dichiarazioni altisonanti e pompose sullo spirito e la disciplina. In definitiva, come scrive Mondini, il libretto era: «un compendio del Cadorna-pensiero ispirato alla sua visione del campo di battaglia e destinato a un lettore ideale (fondamentalmente, gli ufficiali di complemento e i ranghi bassi degli effettivi) che si supponeva digiuno di teoria, ignaro delle evoluzioni dottrinali e fondamentalmente sprovveduto». Sempre secondo lo storico Mondini, nel manuale si può intendere che, in base alle disposizioni date: «la vittoria era, prima di tutto, una questione di superiorità morale («la vittoria è determinata dalla demoralizzazione dell'avversario [...]. I mezzi sono due: la superiorità del fuoco e l'irresistibile movimento in avanti. Di essi, il secondo è il principale...») e si poteva ottenere solo prendendo l'iniziativa, attaccando risolutamente e credendo nel successo «a ogni costo» («l'attacco dev'essere condotto con la massima risolutezza e colla volontà ben determinata di conquistare la posizione nemica a ogni costo»)».
Tra le parti del testo che nei decenni successivi hanno richiamato molte critiche, furono in particolare due enunciati: quello in cui si esprimeva una perdurante fiducia nel successo dell'attacco frontale anche nei confronti delle moderne linee trincerate, e quello sull'efficacia dell'assalto alla baionetta come mezzo migliore per la conquista di una posizione nemica.
Alla luce di quanto stava avvenendo in Francia, dove gli eserciti erano assestati da mesi su linee trincerate lunghe centinaia di chilometri, veniva meno la possibilità di condurre una guerra di manovra, e secondo Cadorna non rimaneva altro che cercare lo sfondamento attraverso l'attacco frontale. Infatti nel manuale si può leggere: «Le maggiori probabilità di risultati decisivi si hanno, è vero, combinando l'azione frontale con un'altra diretta contro uno o entrambi i fianchi del nemico, ma non è tuttavia da escludere che l'azione frontale possa diventare la principale o la sola imposta dalle circostanze, specie quando - come nell'attuale conflitto - le fronti vanno assumendo estensioni enormi». Per il successo dell'attacco frontale era necessaria una lunga e accurata preparazione («bisognerà procedere in modo sistematico, con metodo e senza impazienze»), un efficace e massiccio fuoco di artiglieria per preparare l'avanzata della fanteria e, possibilmente, la realizzazione di camminamenti e ricoveri provvisori per permettere alle fanterie di avvicinarsi il più possibile alle linee nemiche senza essere viste («la fanteria non può arrivare a sferrare l'assalto se prima l'artiglieria non le abbia spianato la via spezzando, coll'impeto e la massa del suo fuoco, ogni resistenza avversaria nella zona d'irruzione»).
Molta importanza per il successo dell'offensiva veniva poi data all'utilizzo delle riserve e allo sfruttamento della copertura offerta dal terreno. Per quanto riguarda le riserve, esse dovevano essere «scaglionate in quantità maggiore nella zona dell'attacco decisivo [...] devono costituire, col loro intervento, come tanti atti del medesimo dramma, e la loro azione complessiva deve corrispondere all'irresistibile colpo di clava delle battaglie napoleoniche: esse non sono scaglioni di manovra destinati a compiere atti tattici successivi slegati; sono, invece, serbatoi d'impulsioni necessari per condurre a fine l'attacco decisivo». E in merito all'utilizzo corretto di questi scaglioni di truppe, l'assalto non doveva essere sferrato con grandi masse di uomini, votate sicuramente al massacro data l'efficacia delle moderne armi di difesa, bensì lanciando in avanti successive linee di uomini sufficientemente diradate, le cosiddette "ondate", che: «devono succedersi l'una all'altra, quasi come onde rincalzatesi, ciascuna esercitando l'impulso di una vigorosa spinta sulla precedente». E a questo riguardo era fondamentale utilizzare il terreno sia come copertura per gli uomini che si accingevano ad attaccare, sia per rendere ancora più efficace il proprio fuoco tenendo nascosti i pezzi d'artiglieria. Saper "leggere" il terreno era poi fondamentale per trovare gli obiettivi intermedi da raggiungere per poter arrivare all'obiettivo finale. E da questi suggerimenti si ricava un'immagine dell'offensiva come azione progressiva e metodica, dove gli sforzi dovevano essere tesi unicamente verso l'obiettivo prescelto secondo uno schema definito. Quale che fosse la solidità delle difese da investire, il procedimento sarebbe rimasto lo stesso, solo caratterizzato da maggiore lentezza a causa della necessità di procedere in modo più sistematico, con la necessità di protrarre l'azione per più giorni. In questo caso, qualora il terreno non avesse garantito una copertura sufficiente, si raccomandava di condurre l'avanzata di notte, se necessario con lavori di zappa, rafforzando con trinceramenti e camminamenti le posizioni via via conquistate.
E dopo tale metodica preparazione, e grazie al fuoco concentrato dell'artiglieria, l'assalto della fanteria avrebbe avuto sicuramente successo:

## Analisi storiografica
Fin dai primi anni del dopoguerra il libretto rosso fu oggetto di critiche provenienti da vari ambienti, soprattutto per la sua rigidezza dottrinale e la sua impostazione quasi dogmatica e avulsa dalla realtà della guerra moderna, il che costrinse lo stesso Cadorna a difendere l'opuscolo in prima persona in diverse occasioni.
Il generale Giulio Douhet, che già durante la guerra ebbe sempre un atteggiamento critico nei confronti di Cadorna, nel 1920 pubblicò Diario critico di guerra in cui definì i dettami del libretto rosso non più compatibili con la guerra di trincea, perché riferite al contesto di una guerra manovrata, «che sarebbero state eccellenti nel '66». Inoltre Douhet rimproverava a Cadorna anche il fatto di aver diramato solo istruzioni offensive, senza tener conto di quanto era accaduto nei mesi precedenti in Francia, dove era già evidente come per avere una minima possibilità di successo occorresse una preponderante superiorità di mezzi: «L'impressione che una mente comune riceve dalla lettura del libretto rosso è questa: appena vedi l'avversario, gettati addosso a capo fitto; ed è di fatto ciò che spesso sta accadendo».
Lo storico Piero Pieri ne L'Italia nella prima guerra mondiale del 1965 non si sorprende che l'opuscolo non contemplasse altro che l'attacco frontale senza nemmeno considerare azioni avvolgenti, in quanto «Il libricino di Cadorna non era del resto un risultato di un'accurata indagine sul tipo di guerra in Francia negli ultimi mesi; ma soltanto una nuova edizione della rielaborazione dei suoi studi di quasi trent'anni prima sulla tattica della fanteria». Ma per Pieri fu ancor peggiore l'intenzione di Cadorna di imporre in modo assoluto i suoi principî, e tutto ciò che contrastava quanto detto nel libretto doveva essere eliminato, sia quanto fatto dal suo predecessore Alberto Pollio, sia i rapporti pervenuti allo stesso Cadorna dagli addetti militari a Parigi e Berlino, rispettivamente il tenente colonnello Breganze e il tenente colonnello Bongiovanni. Il primo rilevò come sul fronte francese trincee, mitragliatrici e cannoni davano enorme vantaggio ai difensori, e di come andava profilarsi una guerra lunghissima e logorante, il secondo similmente poneva molta attenzione sull'importanza della trincea e del reticolato, ostacoli pressoché insuperabili se ben difesi. Pieri rilevò quindi come Cadorna fosse perfettamente al corrente di quanto accadeva sugli altri fronti, e delle stasi prodotte dalla guerra di trincea, ma non modificò affatto il suo «libricino» e ci vollero «le ecatombi delle prime quattro battaglie dell'Isonzo perché il capo di stato maggiore s'avviasse, nel campo tattico, a cambiare opinione».
Se si considera che il libretto di fatto non è altro che una riedizione del pensiero cadorniano, e quindi ancorato a concezioni tattiche che risalivano alla guerra franco-prussiana, e si considera che non sono affatto menzionate né la forza delle postazioni fisse difensive né l'efficacia della mitragliatrice, mentre non mancano manifestazioni di fiducia sull'effetto risolutivo dell'urto e l'esaltazione della baionetta, queste critiche non sono prive di fondamento.
Fondate sono anche le critiche rivolte verso l'eccessiva rigidità e il carattere perentorio (a tratti minaccioso, vedi il passaggio «tutte le manovre dovranno essere svolte d'ora in poi secondo i precetti in esso contenuti [...] io stesso mi assicurerò che tutto proceda secondo gli intendimenti fin qui espressi») della circolare, che, secondo Marco Mondini partiva dal presupposto che la truppa e i comandi inferiori avrebbero dovuto esclusivamente obbedire e dimostrare una disciplina assoluta, esercitando gli ordini con «volontà ferma e incrollabile».
Allo stesso tempo però il libretto rosso era un testo non molto diverso dai manuali tattici in seno agli altri eserciti nello stesso periodo, dove «lo spirito offensivo e l'esaltazione della dimensione morale» era visto come la «chiave per la vittoria che permeava la dottrina militare europea nell'estate 1914». Secondo Mondini quindi, la circolare «rappresentava un esempio efficace della sostanziale omogeneità della cultura militare europea di inizio Novecento, e un buon aiuto per comprendere come mai le indicazioni di Cadorna non siano sembrate per nulla bizzarre agli addetti ai lavori e perché molte delle parole d'ordine ivi contenute («disciplina», «fede», «impeto») abbiano trovato terreno fertile nelle file del corpo ufficiali italiano, quantomeno della sua aliquota di mestiere».
In quel periodo tutti gli stati maggiori europei entrarono nel conflitto convinti che a fare la differenza sarebbero state le armi tradizionali (fucile, baionetta, cavallo e cannone), e che i criteri per il loro impiego, non diversi da quelli visti durante la guerra franco-prussiana del 1870, fossero ancora validi. L'esercito doveva quindi basare il suo successo in parte sull'armamento e sulla potenza di fuoco, ma grande importanza lo aveva ancora «lo spirito aggressivo delle truppe e la loro capacità di sacrificarsi, scagliandosi disciplinatamente contro le posizioni nemiche noncuranti delle perdite [...]». Secondo lo storico Mondini quindi: «Non dovrebbe sorprendere che anche nella cultura militare italiana si pensasse comunemente all'assalto del fante armato di fucile e baionetta come al momento culminante, pressoché naturale, del combattimento. Non era solo una questione di obbedienza ai regolamenti ma di habitus, di una percezione condivisa di ciò che il campo di battaglia era (o avrebbe dovuto essere)».
A tal proposito, secondo Cappellano e Di Martino, non è corretto valutare esclusivamente in modo negativo la decisione di Cadorna di porre l'attenzione sul problema dell'attacco frontale, in quanto «questo era il tipo di scenario destinato a proporsi più frequentemente, soprattutto a livello di comandi intermedi». Errati e incompleti erano invece i mezzi e i metodi indicati, e fuorviante si rivelò il modo in cui queste indicazioni venivano formulate. I due autori concordano con quanto affermato dal generale Luigi Capello, il quale individuò nella tendenza di Cadorna a ricercare formule risolutive e nei suoi sottoposti ad aderirvi in modo acritico, il primo dei problemi della circolare. I concetti espressi da Cadorna nel libretto rosso erano molto rigidi, ma furono recepiti in modo ancor più rigido, e quello dell'attacco frontale fu recepito in modo rigidissimo dai comandi inferiori fino a diventare «assioma indiscutibile». Sempre secondo Capello, un concetto che poteva essere corretto se limitato alla piccola azione tattica «divenne assurdo quando lo si volle generalizzare portandolo anche nel campo della grande tattica e in quello della strategia».
Non sorprende quindi che ufficiali subalterni al comando di plotoni o compagnie, che nel dopoguerra misero per iscritto i loro ricordi di guerra, rilevarono questa scarsissima elasticità tattica. Paolo Caccia Dominioni scrisse: «Noi non siamo certo dei luminari della strategia. Al corso ci hanno insegnato quel po' di tattica che ci doveva bastare per l'esame [...]. Ma il terreno di Castagnevizza l'abbiamo visto uscendo a carponi dai varchi (questo ce lo siamo studiato da soli, perché all'Accademia non c'era nessuno, allora, che avesse provato) e ci chiediamo: dobbiamo dunque ostinarci ad attaccare frontalmente anche stavolta il colle che ha già inghiottito migliaia di vite? C'è in giro, da qualche tempo, un noioso pestilenziale libretto intitolato "Attacco frontale e ammaestramento tattico": c'è scritto come bisogna fare a prendere la posizione. E allora possiamo dimenticare che il colle obiettivo è fiancheggiato da due valloncelli aperti e ben visibili fino in fondo, molto meno fortificati, che sembrano messi lì apposta per l'aggiramento».

### Esplicative
1. ↑  Secondo gli storici Filippo Cappellano e Basilio Di Martino però, per mettere in pratica gli accorgimenti riguardanti la superiorità di fuoco durante l'attacco, il Regio Esercito avrebbe avuto bisogno di pezzi d'artiglieria molto più potenti di quelli che in realtà possedeva nel 1915. L'artiglieria da campagna, che costituiva la massa delle bocche da fuoco dell'esercito, pensata per compiti di appoggio della fanteria in campo aperto, si dimostrò rapidamente inadeguata contro truppe coperte da trinceramenti e del tutto inutile contro il groviglio di filo spinato e difese fisse che proteggevano le linee nemiche. Queste mancanze verranno risolte lentamente, insieme alla mancanza di bombarde e lanciabombe adatte alla guerra di trincea. Vedi: Cappellano-Di Martino, pp. 67-68.

### Bibliografiche
1. 1 2   Giorgio Rochat, Cadorna, Luigi, su treccani.it, Treccani - Dizionario Biografico degli Italiani. URL consultato il 7 maggio 2023.
2. ↑  Cappellano-Di Martino, pp. 62-63.
3. 1 2 3  Cappellano-Di Martino, p. 63.
4. ↑  Mondini, pp. 170-171.
5. ↑   Scannerizzazione on-line dell'opuscolo (PDF), su talpo.it. URL consultato il 20 maggio 2023.
6. 1 2  Mondini, p. 171.
7. ↑  Mondini, p. 172.
8. 1 2  Cappellano-Di Martino, p. 65.
9. ↑  Cappellano-Di Martino, p. 66.
10. ↑  Mondini, p. 173.
11. ↑   Eric Lehmann, Caporetto anticipata, Caporetto spiegata, su books.openedition.org. URL consultato il 20 maggio 2023.
12. ↑  Pieri, p. 66.
13. ↑  Pieri, pp. 66-67-68.
14. ↑  Pieri, p. 68.
15. 1 2  Cappellano-Di Martino, p. 68.
16. ↑  Mondini, p. 174.
17. ↑  Mondini, p. 176.
18. ↑  Mondini, p. 177.
19. ↑  Mondini, p. 178.
20. ↑  Cappellano-Di Martino, pp. 68-69.
21. ↑   Paolo Caccia Dominioni, 1915-1919 Diario di guerra, Milano, Mursia, 1993,  p. 169.